# Adolf Wörmann
Adolf Wörmann (...) è un ex bobbista tedesco.

## Biografia
Viene ricordato come vincitore di una medaglia di bronzo nella sua disciplina, ottenuta ai campionati mondiali del 1962 (edizione tenutasi a Garmisch-Partenkirchen, Germania) insieme al connazionale Hans Maurer
Nell'edizione l'oro e l'argento andarono alle nazionali italiane.